# Умлена
Умлена (мак. Умлена) — село у Північній Македонії, яке входить до общини Пехчево, що в Східному регіоні країни.
Громада складається з — 354 осіб (перепис 2002) і всі македонці. Село розкинулося в гірській місцевості (середні висоти — 880 метрів) історико-географічної місцини Мелешево.

## Галерея

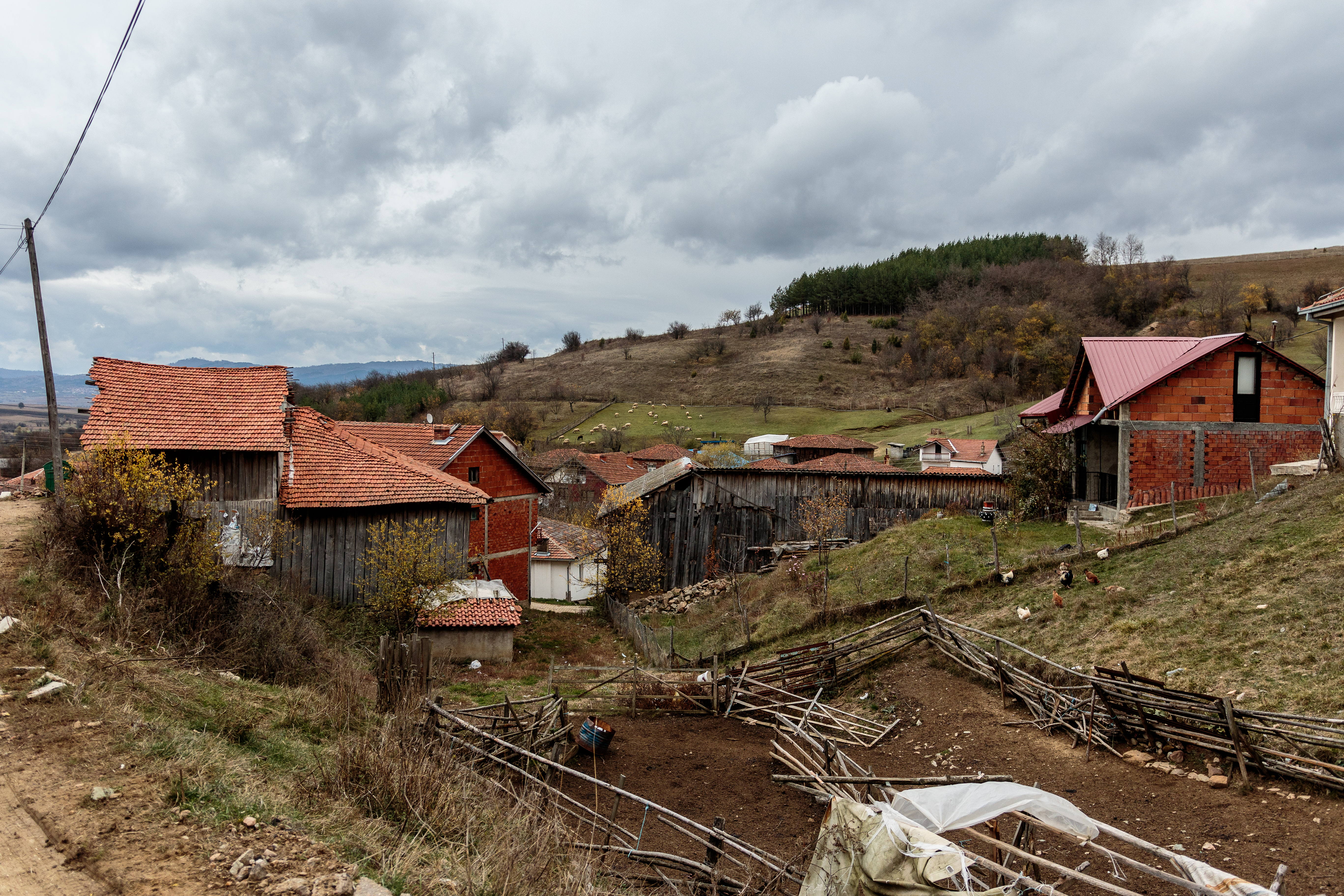
Будинки в селі
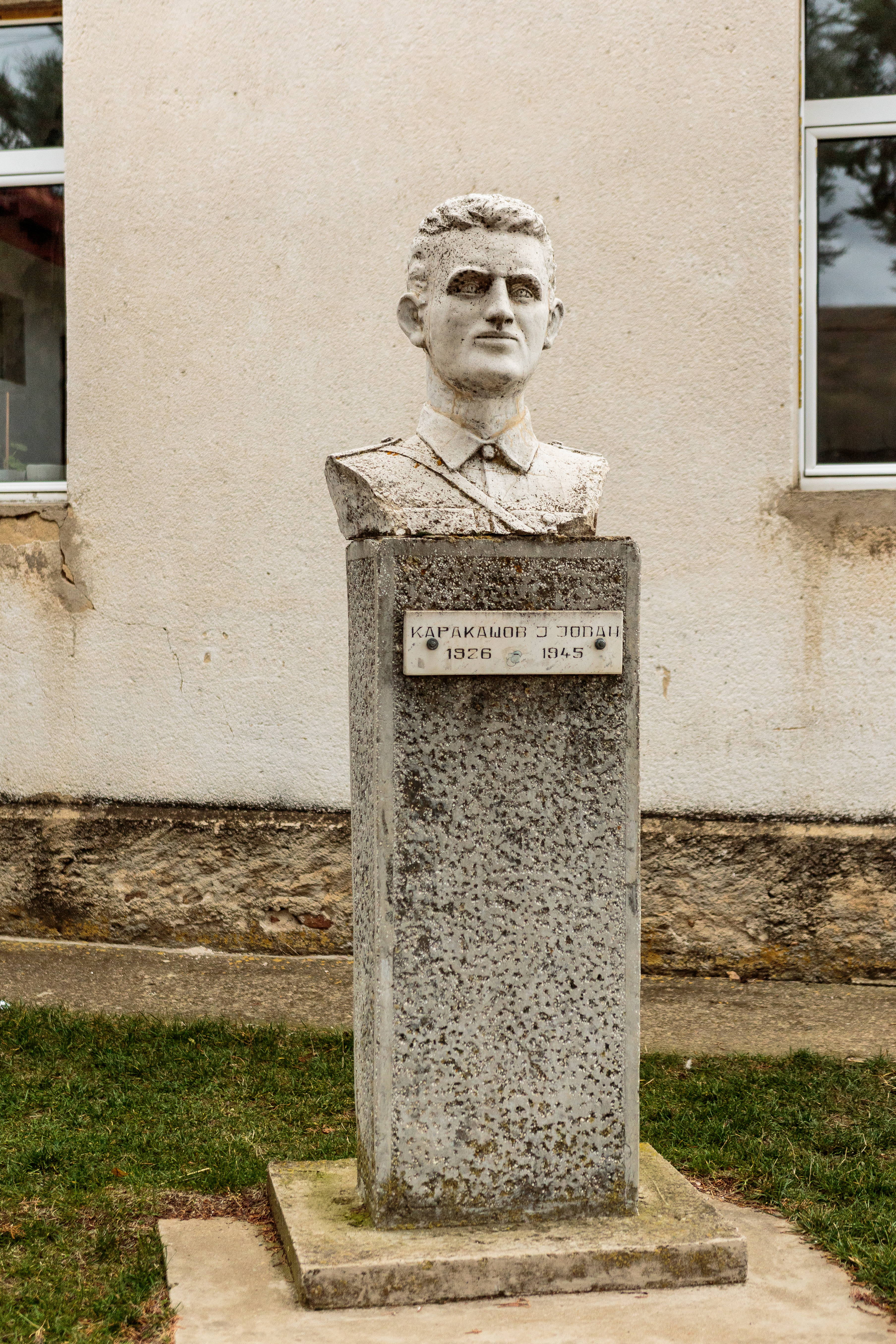
Пам’ятник Йовану Каракашову
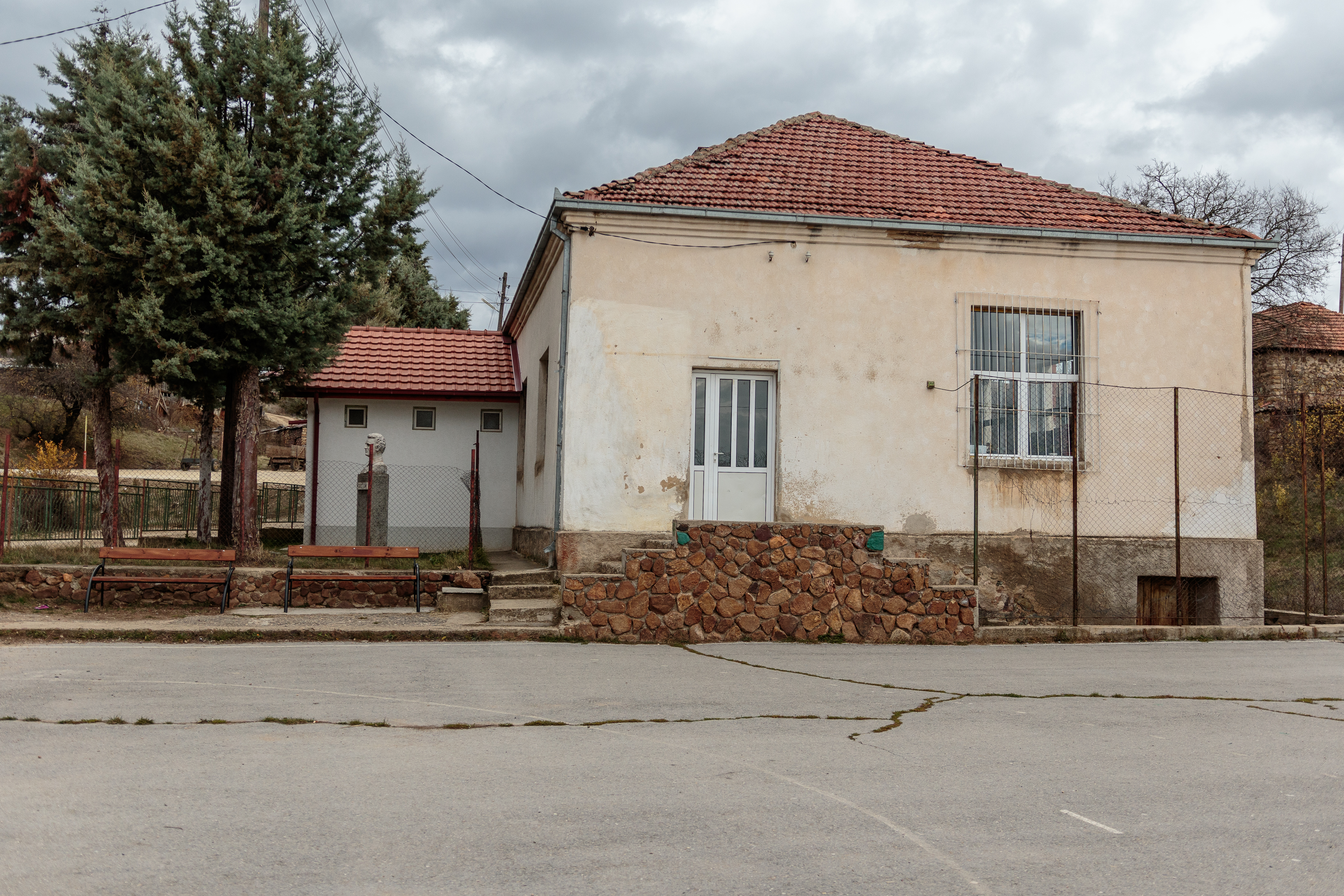
Школа